# 植松晃士
植松 晃士（うえまつ こうじ、本名：植松 康二、生年不詳3月2日 - ）は、日本のファッションプロデューサー。実業家。サンミュージックプロダクションに所属。静岡県出身。

## 経歴
静岡県出身。1989年（平成元年）にファッション業界のPR業務を担当するアタッシェ・ドゥ・プレスとしての活動を開始。
その後、1996年（平成8年）に株式会社ヘルメットを設立し、アタッシェ・ドゥ・プレスに限らず多数のブランドのプロデュースを手がけ、評される。
サンミュージックプロダクションに所属し、日本テレビ「ヒルナンデス!」をはじめ、多数のメディアでコメンテーターを務める。

## 出演

### レギュラー番組
- ヒルナンデス!（日本テレビ） ※火曜日コーナー：格安コーデバトルナンデス!

### 過去
- ザ!情報ツウ （日本テレビ）
- レッツ!（日本テレビ）
- ラジかる!! ➡ ラジかるッ （日本テレビ） ※水曜日コメンテーター

共にファッションチェックのコーナー
- おネエ★MANS （日本テレビ）
- はなまるマーケット（TBS）
- ボニータ!ボニータ!! 〜名古屋ガールズコレクション〜 （テレビ愛知）
- 魔女たちの22時（日本テレビ）
- 幸せ!ボンビーガール（日本テレビ）

### ゲスト出演
- AKBINGO!（日本テレビ）
- ザ!世界仰天ニュース（日本テレビ）

## 著書
- 『おブスの言い訳』（講談社）
- 『美・美・美の教典―即効 エレガントなセレブになりなさい!』（大和出版）
- 『これで美人!!』（講談社）
- 『おブス退治! 美人力UPで幸せひとり占め!』（講談社 Mook）
- 『植松晃士 愛され姫になるのよっ!』（世界文化社）
- 『キレイの定番』（主婦の友社）
- 『セレブの宝石箱(デパート）』（WANIMAGAZINE MOOK）
- 『植松晃士のおしゃれコージ苑』（主婦の友社）
- 『幸せをよびこむ鉄板おしゃれ術』（講談社）
- 『素敵は、無敵。』（KKベストセラーズ、2015年9月26日）